# Andreas Isaksson
Andreas Isaksson (* 3. Oktober 1981 in Smygehamn) ist ein ehemaliger schwedischer Fußballspieler. Der Torwart, der im Laufe seiner bisherigen Karriere außerhalb seines Heimatlandes in England, Frankreich, Italien und den Niederlanden unter Vertrag stand, nahm mit der schwedischen Nationalmannschaft an mehreren Weltmeisterschafts- und Europameisterschaftsendrunden teil. Sieben Mal wurde der zweifache schwedische Meister in Schweden als Torhüter des Jahres ausgezeichnet, zwischen 2002 und 2016 hatte er 133 Länderspiele für die Landesauswahl bestritten. 

## Werdegang

### Karrierestart in Schweden und Italien
Isaksson begann mit dem Fußballspielen bei Östra Torp GIF, ehe er sich der Jugendabteilung des Trelleborgs FF anschloss. Dort rückte er in der Spielzeit 1999 in den Profikader auf und debütierte im Alter von 17 Jahren in der Allsvenskan. Die Talentspäher des italienischen Traditionsvereins Juventus Turin entdeckten das Talent des 1,99 Meter großen Torhüters und holten ihn für zirka 1,5 Millionen Euro als jungen Perspektivspieler nach Italien. Zwar kam er bei seinem anderthalb Jahre währenden Aufenthalt in Südeuropa als dritter Torhüter des Klubs in der Serie A nicht zum Einsatz, nutzte jedoch die Gelegenheit, im Training von Gianluigi Buffon zu lernen.
Im Januar 2001 kehrte Isaksson nach Schweden zurück und unterschrieb einen Vertrag bei Djurgårdens IF. Dort verdrängte er Rami Shaaban zwischen den Pfosten und etablierte sich an der Seite von Stefan Bärlin, Niclas Rasck, Abgar Barsom und Stefan Rehn als Stammtorhüter des Stockholmer Klubs. In der Folge rückte er in den Kreis der Nationalmannschaft, in der er im März 2002 anlässlich eines Länderspiels gegen die Schweizer Nationalmannschaft debütierte. Durch seine guten Leistungen in der Liga hielt er sich im Kader und fand im Sommer des Jahres Berücksichtigung im vom Nationaltrainerduo Lars Lagerbäck und Tommy Söderberg bestimmten Kader für die Weltmeisterschaft 2002, bei der er hinter Magnus Hedman und Magnus Kihlstedt als dritter Torwart fungierte.
Nicht nur durch seine WM-Teilnahme war das Jahr 2002 für Isaksson von Erfolg gekrönt. Am Ende der Spielzeit 2002 gewann er mit seinem Klub den Lennart-Johansson-Pokal für den schwedischen Landesmeistertitel. Zudem erreichte er an der Seite von Louay Chanko, Babis Stefanidis und Kim Källström das Endspiel um den schwedischen Landespokal, in dem mit einem 1:0-Erfolg über den Lokalrivalen AIK der Gewinn des Doubles gelang. Letztlich wurde er zudem als Torhüter des Jahres ausgezeichnet.
In der Spielzeit 2003 verteidigte Isaksson mit seinem Klub erfolgreich den Meistertitel. Zudem profitierte er vom Verletzungspech Hedmans und etablierte sich als Stammtorhüter der Landesauswahl. Erneut Ende 2003 zum Torhüter des Jahres gekürt, fuhr er daher im Sommer des folgenden Jahres als „Nummer 1“ zur Europameisterschaft 2004. Nach Abschluss des Turniers, bei dem er im Viertelfinale mit seiner Mannschaft um Olof Mellberg, Christian Wilhelmsson, Zlatan Ibrahimović und Erik Edman im Elfmeterschießen an der niederländischen Auswahlmannschaft scheiterte, verließ er Djurgårdens IF.

### Im europäischen Ausland
Im Sommer 2004 unterschrieb Isaksson einen Vertrag beim französischen Klub Stade Rennes, bei dem er den nach England gewechselten Petr Čech beerbte. Angetrieben durch den Torschützenkönig Alexander Frei verhalf er als Stammtorhüter in allen 38 Saisonspielen in der Ligue 1 zum Erreichen des vierten Tabellenrangs und damit zum Einzug in den Europapokal. Nach einem siebten Platz in der folgenden Spielzeit nominierte ihn der mittlerweile alleinverantwortliche Nationaltrainer Lagerbäck als Stammkraft zwischen den Pfosten für die Weltmeisterschaft 2006 in Deutschland. Mit Freddie Ljungberg, Marcus Allbäck, Teddy Lučić und Niclas Alexandersson erreichte er das Achtelfinale der Endrunde, in dem sich die deutsche Nationalmannschaft nach zwei Toren von Lukas Podolski sowie einem von Henrik Larsson verschossenen Strafstoß durchsetzte und Isaksson eine höhere Niederlage verhinderte.
Erneut wechselte Isaksson nach einem Turnier den Arbeitgeber und nahm ein Angebot des Premier-League-Kloubs Manchester City an. Dort war er als Nachfolger von Englands Nationaltorwart David James angedacht, aufgrund einer Verletzungspause verdrängte ihn jedoch Nicky Weaver. Erst ab Februar des folgenden Jahres stand er dauerhaft für den englischen Klub zwischen den Pfosten. Zu Beginn der Spielzeit 2007/08 verlor er erneut den Platz zwischen den Pfosten und musste Joe Hart und Kasper Schmeichel, den Sohn des früheren Welttorhüters Peter Schmeichel, den Vortritt lassen. Lediglich vier Saisonspiele bestritt er bis zur Winterpause in der Premier League, weswegen im Januar 2008 ein Wechsel zu Galatasaray Istanbul angedacht wurde, der jedoch letztlich an unterschiedlichen Ablösevorstellungen der beiden Klubs scheiterte. Nach dem geplatzten Wechsel Isakssons wurde Schmeichel an Cardiff City in die zweitklassige Football League Championship ausgeliehen. Dennoch blieb Isaksson nur der Platz auf der Bank, da sich Hart im Tor etablieren konnte. Erst am 11. Mai 2008, dem letzten Spieltag, kam er gegen den FC Middlesbrough zum Einsatz, kassierte jedoch acht Gegentore. Trotz der geringen Spielzeit in der Liga hielt Lagerström an ihm als Stammtorhüter fest. Bei der Europameisterschaft 2008 in der Schweiz und Österreich lief er in allen drei Spielen auf. An der Seite von Mellberg, Ibrahimović, Fredrik Stoor und Daniel Andersson schied er als Gruppendritter frühzeitig aus.
Zur Saison 2008/09 wechselte Isaksson zum niederländischen Club PSV Eindhoven, um den zu Tottenham Hotspur gewechselten brasilianischen Torwart Gomes zu ersetzen. Mit dem amtierenden Landesmeister zog er in die Gruppenphase der UEFA Champions League 2008/09 ein, in der einzig beim 2:0-Sieg über Olympique Marseille ein Punktgewinn gelang und er mit der Mannschaft um Dirk Marcellis, Ibrahim Afellay, Jason Culina und Timmy Simons somit als Tabellenletzter ausschied. Als Tabellenvierter zog er mit dem Klub im Folgejahr erneut in den Europapokal ein.

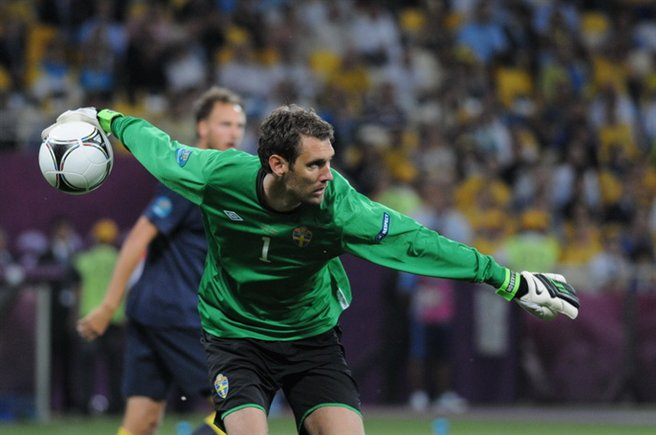
Andreas Isaksson als schwedischer Nationaltorhüter während der Fußball-Europameisterschaft 2012.

Auch nach der Verpflichtung von Fred Rutten als neuem Trainer im Sommer 2009 blieb er bei seinem Klub Stammtorhüter. Mit der Nationalelf blieb ihm im Herbst 2009 die fünfte Endrundenteilnahme in Folge verwehrt, da als Gruppendritter der Qualifikationsgruppe hinter Dänemark und Portugal die Teilnahme am Weltmeisterschaftsturnier verpasst wurde. Umso erfolgreicher gestaltete sich zu dieser Zeit die niederländische Meisterschaft, in der Klub dominierte. Bis zum 25. Spieltag war die Mannschaft ungeschlagen Tabellenführer, in den verbleibenden neun Spielen holte sie nur noch 13 Punkte und lag am Ende deutlich hinter Meister FC Twente Enschede und dem Tabellenzweiten Ajax Amsterdam. In der folgenden Spielzeit ergab sich erneut ein Dreikampf zwischen den Klubs, abermals zog Isaksson mit seinem Verein als Tabellendritter in den Europapokal ein.
In der Qualifikation zur Europameisterschaft 2012 bestritt Isaksson neun der zehn Spiele. Hinter der niederländischen Nationalmannschaft wurde die Auswahl Tabellenzweiter, durch den 3:2-Erfolg im Spiel gegen die Elftal im letzten Qualifikationsspiel gelang die direkte Qualifikation zur Endrunde als bester Gruppenzweiter. Zunächst stand er auch bei seinem Klub dauerhaft zwischen den Pfosten, ehe Rutten ihn nach zehn Gegentoren in zwei aufeinanderfolgenden Spielen – einer 2:4-Niederlage im Europapokal gegen den spanischen Klub FC Valencia und einer 2:6-Heimniederlage in der niederländischen Meisterschaft gegen den FC Twente – Anfang März durch den bisherigen Ersatztorhüter Przemysław Tytoń ersetzte. Wenngleich er bis zum Saisonende nicht mehr in der Ehrendivision eingesetzt wurde, nominierte Nationaltrainer Erik Hamrén ihn Mitte Mai des Jahres als „Nummer 1“ für die EM-Endrunde. Beim Turnier bestritt er alle drei Partien in der Vorrunde, die schwedische Mannschaft verpasste den Einzug in die K.-o.-Phase.
Kurz vor Vertragsablauf beim PSV gelang ihm noch der Gewinn des KNVB-Pokals im Finale gegen Heracles Almelo (3:0), auch wenn Isaksson im Finalspiel nicht zum Einsatz kam. Zur neuen Spielzeit wechselte er zum türkischen Erstligaaufsteiger Kasımpaşa Istanbul. Mit dem Klub etablierte er sich in der Süper Lig und platzierte sich in den ersten beiden Jahren in der Nähe der Europapokalplätze. Parallel war er weiterhin unumstrittener Stammtorhüter der Nationalmannschaft, für die er am 12. Oktober 2012 beim Qualifikationsspiel zur Weltmeisterschaftsendrunde 2014 gegen die Färöer sein 100. Länderspiel bestritt. Bei der Qualifikation zum WM-Turnier scheiterte die schwedische Auswahlmannschaft, die in ihrer Gruppe hinter Deutschland Gruppenzweiter geworden war, mit einer 0:1- und einer 2:3-Niederlage an Portugal um den alle portugiesische Tore erzielenden Cristiano Ronaldo in den Play-offs der Gruppenzweiten. Nach einem 13. Tabellenplatz in der Spielzeit 2014/15 kehrte Kasımpaşa in der folgenden Spielzeit in die vordere Tabellenhälfte zurück. Dabei hatte Isaksson jedoch im Saisonverlauf seinen Stammplatz an Ramazan Köse verloren. Dennoch blieb er die „Nummer 1“ für die EM-Endrunde 2016, für die sich Schweden über die Play-offs qualifiziert hatte. In allen drei Gruppenspielen gegen Irland, Italien und Schweden stand er im Tor, dann schied das Team aus. Nach dem letzten Spiel beendeten Isaksson, der dies bereits im März angekündigt hatte, sowie Zlatan Ibrahimović, der dies auch schon einige Tage vorher angekündigt hatte, und Kim Källström ihre Nationalmannschaftskarriere. Mit 133 Länderspielen hat er die drittmeisten Länderspiele für Schweden bestritten.

### Rückkehr nach Schweden
Im Sommer 2016 kehrte Isaksson nach Schweden zurück und schloss sich erneut seiner ehemaligen Spielstation Djurgårdens IF an. Beim Stockholmer Klub unterzeichnete er einen Vertrag mit zweieinhalb Jahren Laufzeit. Nach insgesamt 60 Ligapartien für Djurgårdens absolvierte Isaksson sein letztes Pflichtspiel am 10. Mai 2018 im schwedischen Pokalfinale gegen Malmö FF, wo er mit dem 3:0-Sieg den zweiten schwedischen Pokalsieg nach 2002 feiern und damit seine Karriere mit einem Titelgewinn beenden konnte.

## Erfolge und Auszeichnungen
- Schwedischer Meister: 2002, 2003
- Schwedischer Pokalsieger: 2002, 2017/18
- Johan-Cruyff-Schale: 2008
- KNVB-Pokal 2011/12
- Schwedens Torhüter des Jahres: 2002, 2003, 2004, 2005, 2009, 2011, 2012, 2013, 2014, 2015